# Mercedes-Benz W111

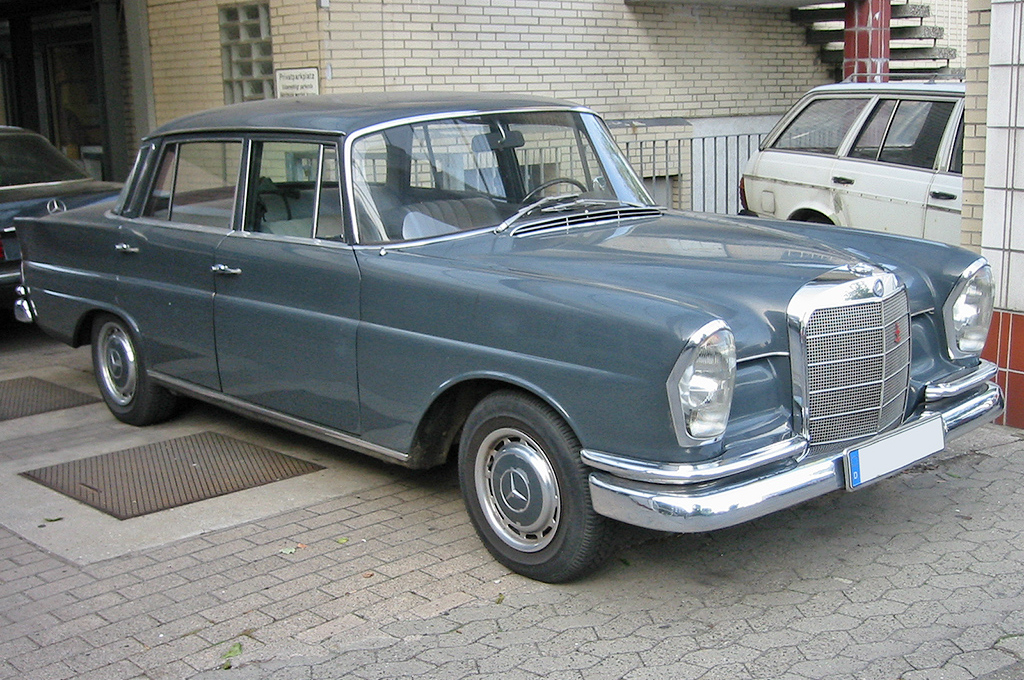
Mercedes 230S

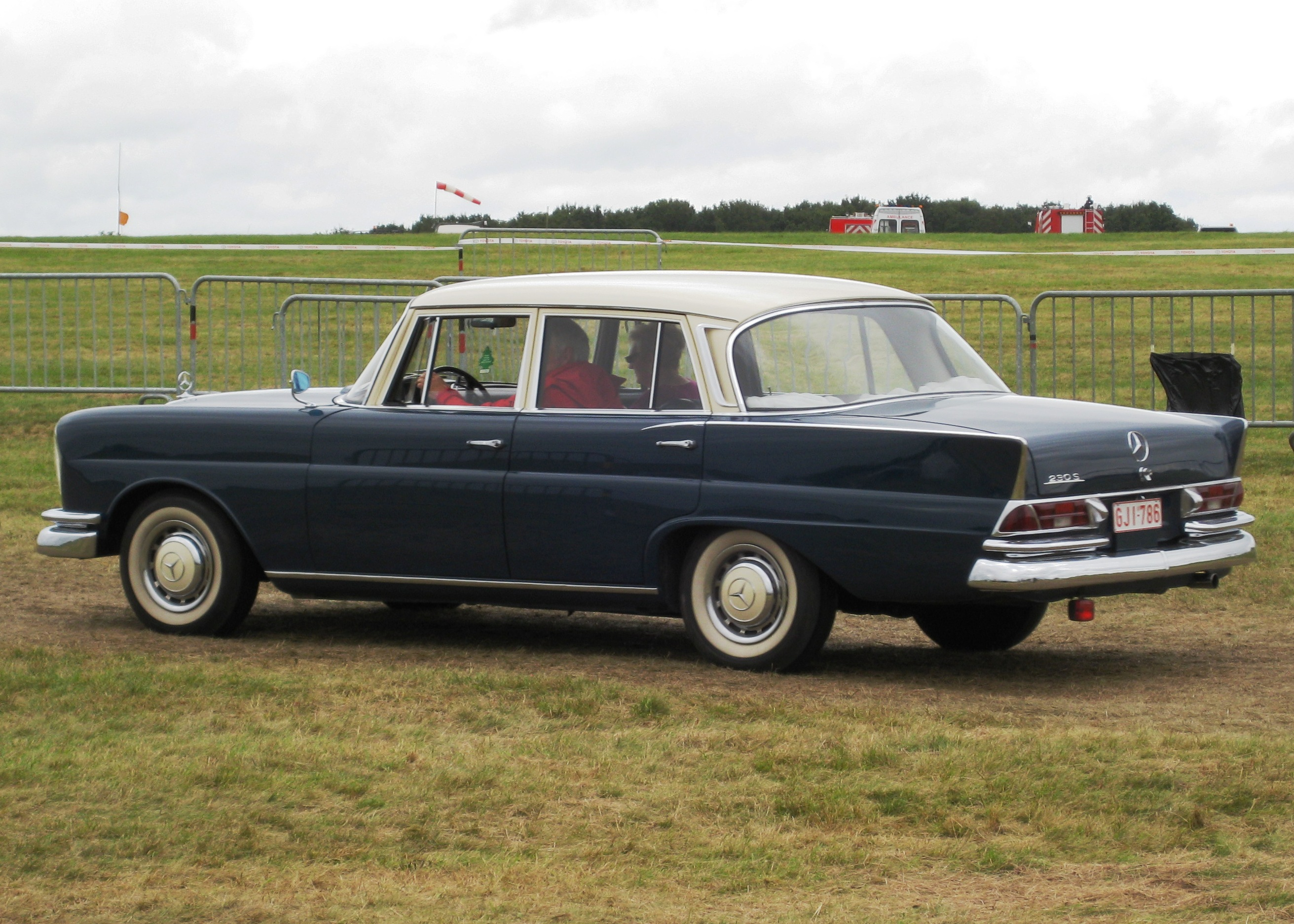
Mercedes 230S

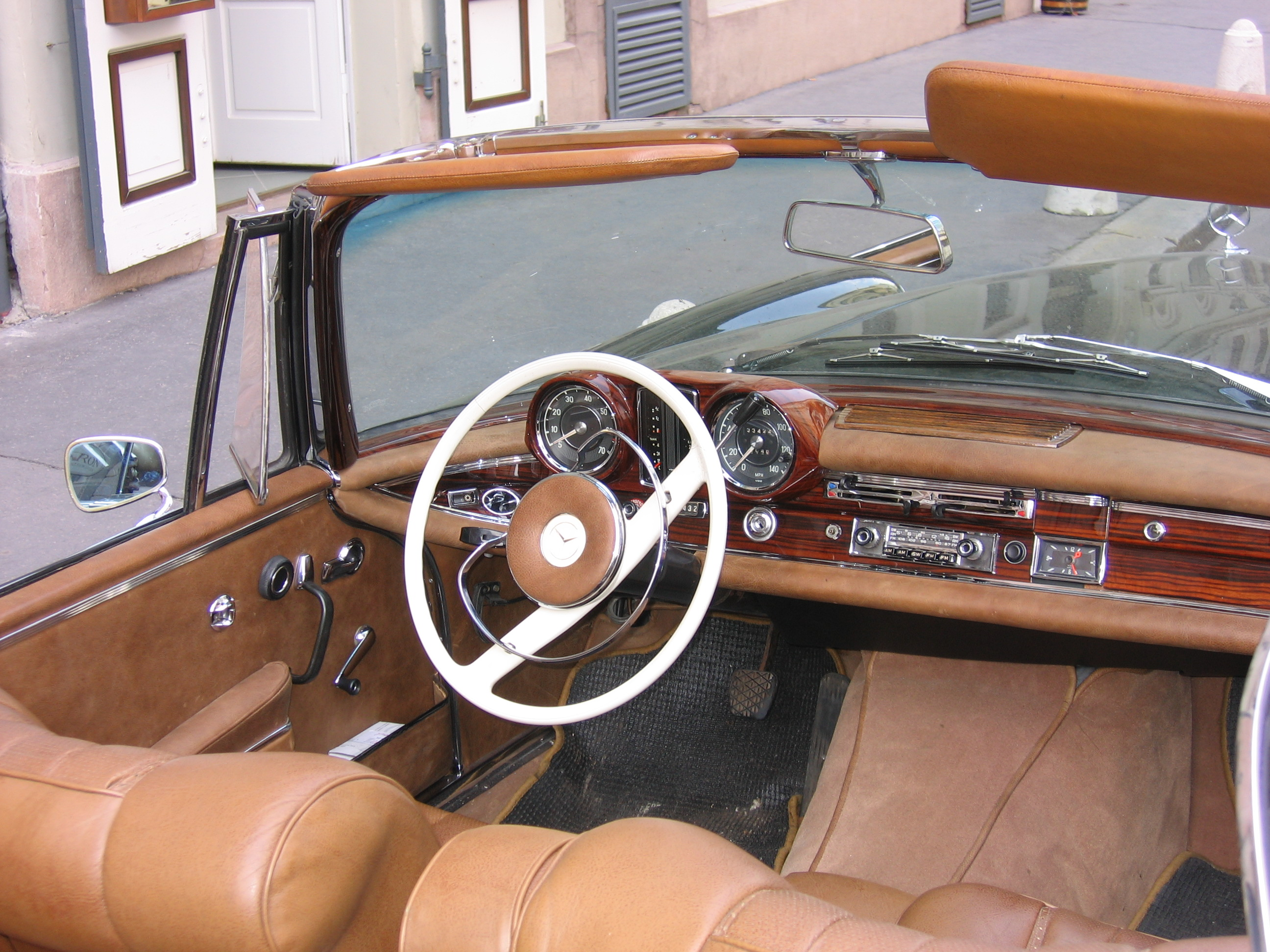
Interieur van een Mercedes 250SE cabriolet

De W111 is een auto gebouwd door Mercedes-Benz vanaf 1959 ("W" staat voor Wagen). De W111 is een voorganger van de huidige S-klasse en was, zeker voor die tijd, een luxe-auto.
Op het gebied van passieve veiligheid was de W111 een pionier. In het interieur van de W111 waren de scherpe uitstekende delen bekleed, zodat bij een ongeval letsels worden voorkomen. De klinken om de deur te openen staken niet meer uit. Ook was de W111 de eerste auto met een veiligheidsstuur, om het speereffect te voorkomen. In de W111 werd verder voor het eerst een veiligheidskooi met geïntegreerde kreukelzone toegepast, naar een ontwerp van Béla Barényi.
De ontwikkeling van de W111, de opvolger van de Ponton, begon in 1956. De productie nam een aanvang in 1959. Deze auto's kregen snel de bijnaam "Flosse" of "Heckflosse".
In de Engelstalige landen zijn ze bekend onder de bijnaam "Fintail" of "Finnie". De in vergelijking met zijn Amerikaanse tijdgenoten harmonischere staartvinnen waren volgens Mercedes hoekmarkeringen, die handig waren bij het inparkeren.
Het carrosserieontwerp stamt van het team van de toenmalige hoofdontwerper Karl Wilfert.
De "b" in de type-aanduiding 220b of 220Sb moest vanaf 1959 het verschil aangeven met zijn voorganger, de zogenaamde "Ponton"-serie, met dezelfde typeaanduiding. De basisversie 220b had in tegenstelling tot zijn sterkere broers kleinere, boven naar het midden van de achterkant toe licht afgeschuinde achterlichten met minder chroom.
Er werd ook een kleiner model, de W110, gebouwd, die de bijnaam "Kleine Flosse" kreeg. Vervolgens was er ook het meer luxueuze model, de W112 .

## Types
De volgende types zijn gebouwd:
- Van 1959 tot 1965: 220b (95 pk), 220Sb (110 pk), 220SEb (120 pk) en een coupé of cabrioletversie van de laatste.

- Vanaf 1965 (tot einde productie in 1968): 230S (120 pk), 250SE Coupe (150 pk)

De 250SE Coupe had de motor van de inmiddels nieuw uitgekomen S-klasse W108. De 230S werd als uitzondering doorgebouwd naast de nieuwe S-klasse. Zijn opgeboorde M180 motor leverde nu 120 pk (net zoveel als de 220SEb had), maar op het interieur werd bespaard waardoor dit op het in hout uitgevoerde dashboard na gelijk werd aan de kleinere W110 types.
Van de W111 reeks werden in totaal 338.003 limousines gebouwd, 21.098 coupés, en 5143 cabriolets.
De productie van de W111 limousines stopte in 1968, de coupés en cabriolets werden gebouwd tot 1971.